# Герб Сахновщини
Герб Сахно́вщини — символ смт Сахновщина Харківської області, затверджений 27 лютого 2001 року рішенням сесії Сахновщинської селищної ради.

## Опис
У лазуровому щиті срібний елеватор із золотою базою, обтяжений золотим колосом, і супроводжуваний зверху золотим соняшником.